# Lolo Curu
Der Lolo Curu (kurz Curu) ist ein Berg im osttimoresischen Verwaltungsamt Lolotoe (Gemeinde Bobonaro). Er befindet sich im Nordosten des Sucos Deudet, in der Aldeia Gole. Er hat eine Höhe von 1043 m. Westlich erhebt sich der Coes (1205 m) und südlich der Tulo (1285 m). Zwischen Coes und Lolo Curu befindet sich das Tal des Flusses Foura. Auf dem Bergkamm liegt südwestlich des Lolo Curu auf dem Nachbargipfel das Dorf Itililig (Gole).